# 宣政院
宣政院（せんせいいん）は、大元ウルスが設置した官衙の一つ。「宗教界の統率（掌釈教僧徒）」と「チベットの統治（掌吐蕃之境）」という二つの職掌を有しており、中国史上でも他に類例のない官衙であった。中書省・枢密院・御史台の中央三大官衙と同等の地位の高さ（秩従一品）を有しており、チベット仏教僧や権臣の跳梁跋扈を許した元凶として漢文史料上では批判的に言及されることが多い。また、「チベットの統治（掌吐蕃之境）」に関する実態については現在のチベット問題との関係から研究者の見解が分かれており、その実態についてはなお不明な点が多い。

## 概要
1239年（己亥）、コデンの派遣したモンゴル軍は初めてチベット高原に進出し、名目上チベットはモンゴル帝国の支配下に入ったが、その支配体制は盤石とは言い難いものであった。1259年（己未）にモンケ・カアンが急死すると中統元年（1260年）にクビライが即位を宣言したが、弟のアリクブケも独自に帝位を称し、モンゴル帝国は内戦状態に陥った（帝位継承戦争）。クビライは即位直後の中統元年6月にチベット仏教僧のパクパを「国師」に任じたが、パクパに期待されたのは内戦下にあって「チベットを制圧すること」と「宗教界を統率すること」であったとされ、このようなパクパに課せられた任務がそのまま宣政院に引き継がれたと指摘されている。
パクパはクビライの期待に応えて自傘蓋仏事の開催、大護国仁王寺の起工、パクパ文字の制定等「皇位の正当性や王権を目に見える形で表象・具象する施策」を次々に実行に移し、これらの功績を認められて「帝師」の称号を授けられた。このようなパクパの活動を多言語を操るタムパ・サンガ・アルニコ・シェーラブ・パル・アルグンサリら側近集団が助けたとされており、この集団こそが宣政院の前身ではないかと考えられている。こうして、「至元の初め」に国師の支配する総制院が設立され、至元25年（1288年）には当時尚書右丞相（尚書省の長）であったサンガの進言によって「総制院（秩正二品）」は「宣政院（秩従一品）」に改名・昇格することになった。『元史』百官志によればサンガは「唐時代の制度として吐蕃が来朝する際には宣政殿で謁見したことにより、改めて宣政院と名付けるものである」と述べたとされ、仏教行政よりもチベットに対する植民地省的を強める事を目的とした改名・昇格であったとみられる。
サンガは有能な財務官僚としてクビライに信任され、国政の中枢に上り詰めていたが、至元28年（1291年）に失脚した。しかしこれ以後、大元ウルス朝廷において権勢をふるう者が宣政院使（宣政院の長）を務めることは一つの伝統として定着し、テムデル、エル・テムル、バヤン、トクト、ハマら「権臣」もしくは「奸臣」と呼ばれた者たちが宣政院使を歴任した。歴史学者の藤島は「宣政院はモンゴル族が自らの信仰に奉仕するためのものを準行政的内容の官署として政治機構に組み込んだものであり、その曖昧さ故に様々に利用され政界混乱の一因となった」と評している。

## 組織
- 吐蕃等処宣慰使司都元帥府
- 吐蕃等路宣慰使司都元帥府
- 烏思蔵納里速古児孫等三路宣慰使司都元帥府